# لوودون (تنسی)
لوودون(به انگلیسی: Loudon) شهری در ایالت تنسی کشور ایالات متحده آمریکا است که جمعیت آن در سرشماری سال ۲۰۱۰ میلادی، ۵٬۳۸۱ نفر بوده‌است.